# Löparslutspel
Den här artikeln använder algebraisk schacknotation för att beskriva schackdragen.
Löparslutspel är slutspel i schack där, förutom kungarna, endast löpare och bönder återstår.
Slutspel med likfärgade löpare (där löparna går på fält av samma färg) respektive olikfärgade löpare har helt olika karaktär. De med olikfärgade löpare är remibetonade medan de med likfärgade är intressantare och lättare att vinna. 
Löparslutspel är inte lika vanliga och utforskade som tornslutspel, men heller inte lika svårspelade. 
Några av skillnaderna är att löparen inte kan ge evig schack, skära av motståndarens kung, eller sätta matt på samma sätt som ett torn.

## Löpare och bonde mot kung
|   | a                                                                           | b                                                                           | c                                                                           | d                                                                           | e                                                                           | f                                                                           | g                                                                           | h                                                                           |   |
| 8 | d7 svart kung · a4 svart bonde · d4 vit kung · b2 vit bonde · f2 vit löpare | d7 svart kung · a4 svart bonde · d4 vit kung · b2 vit bonde · f2 vit löpare | d7 svart kung · a4 svart bonde · d4 vit kung · b2 vit bonde · f2 vit löpare | d7 svart kung · a4 svart bonde · d4 vit kung · b2 vit bonde · f2 vit löpare | d7 svart kung · a4 svart bonde · d4 vit kung · b2 vit bonde · f2 vit löpare | d7 svart kung · a4 svart bonde · d4 vit kung · b2 vit bonde · f2 vit löpare | d7 svart kung · a4 svart bonde · d4 vit kung · b2 vit bonde · f2 vit löpare | d7 svart kung · a4 svart bonde · d4 vit kung · b2 vit bonde · f2 vit löpare | 8 |
| 7 | d7 svart kung · a4 svart bonde · d4 vit kung · b2 vit bonde · f2 vit löpare | d7 svart kung · a4 svart bonde · d4 vit kung · b2 vit bonde · f2 vit löpare | d7 svart kung · a4 svart bonde · d4 vit kung · b2 vit bonde · f2 vit löpare | d7 svart kung · a4 svart bonde · d4 vit kung · b2 vit bonde · f2 vit löpare | d7 svart kung · a4 svart bonde · d4 vit kung · b2 vit bonde · f2 vit löpare | d7 svart kung · a4 svart bonde · d4 vit kung · b2 vit bonde · f2 vit löpare | d7 svart kung · a4 svart bonde · d4 vit kung · b2 vit bonde · f2 vit löpare | d7 svart kung · a4 svart bonde · d4 vit kung · b2 vit bonde · f2 vit löpare | 7 |
| 6 | d7 svart kung · a4 svart bonde · d4 vit kung · b2 vit bonde · f2 vit löpare | d7 svart kung · a4 svart bonde · d4 vit kung · b2 vit bonde · f2 vit löpare | d7 svart kung · a4 svart bonde · d4 vit kung · b2 vit bonde · f2 vit löpare | d7 svart kung · a4 svart bonde · d4 vit kung · b2 vit bonde · f2 vit löpare | d7 svart kung · a4 svart bonde · d4 vit kung · b2 vit bonde · f2 vit löpare | d7 svart kung · a4 svart bonde · d4 vit kung · b2 vit bonde · f2 vit löpare | d7 svart kung · a4 svart bonde · d4 vit kung · b2 vit bonde · f2 vit löpare | d7 svart kung · a4 svart bonde · d4 vit kung · b2 vit bonde · f2 vit löpare | 6 |
| 5 | d7 svart kung · a4 svart bonde · d4 vit kung · b2 vit bonde · f2 vit löpare | d7 svart kung · a4 svart bonde · d4 vit kung · b2 vit bonde · f2 vit löpare | d7 svart kung · a4 svart bonde · d4 vit kung · b2 vit bonde · f2 vit löpare | d7 svart kung · a4 svart bonde · d4 vit kung · b2 vit bonde · f2 vit löpare | d7 svart kung · a4 svart bonde · d4 vit kung · b2 vit bonde · f2 vit löpare | d7 svart kung · a4 svart bonde · d4 vit kung · b2 vit bonde · f2 vit löpare | d7 svart kung · a4 svart bonde · d4 vit kung · b2 vit bonde · f2 vit löpare | d7 svart kung · a4 svart bonde · d4 vit kung · b2 vit bonde · f2 vit löpare | 5 |
| 4 | d7 svart kung · a4 svart bonde · d4 vit kung · b2 vit bonde · f2 vit löpare | d7 svart kung · a4 svart bonde · d4 vit kung · b2 vit bonde · f2 vit löpare | d7 svart kung · a4 svart bonde · d4 vit kung · b2 vit bonde · f2 vit löpare | d7 svart kung · a4 svart bonde · d4 vit kung · b2 vit bonde · f2 vit löpare | d7 svart kung · a4 svart bonde · d4 vit kung · b2 vit bonde · f2 vit löpare | d7 svart kung · a4 svart bonde · d4 vit kung · b2 vit bonde · f2 vit löpare | d7 svart kung · a4 svart bonde · d4 vit kung · b2 vit bonde · f2 vit löpare | d7 svart kung · a4 svart bonde · d4 vit kung · b2 vit bonde · f2 vit löpare | 4 |
| 3 | d7 svart kung · a4 svart bonde · d4 vit kung · b2 vit bonde · f2 vit löpare | d7 svart kung · a4 svart bonde · d4 vit kung · b2 vit bonde · f2 vit löpare | d7 svart kung · a4 svart bonde · d4 vit kung · b2 vit bonde · f2 vit löpare | d7 svart kung · a4 svart bonde · d4 vit kung · b2 vit bonde · f2 vit löpare | d7 svart kung · a4 svart bonde · d4 vit kung · b2 vit bonde · f2 vit löpare | d7 svart kung · a4 svart bonde · d4 vit kung · b2 vit bonde · f2 vit löpare | d7 svart kung · a4 svart bonde · d4 vit kung · b2 vit bonde · f2 vit löpare | d7 svart kung · a4 svart bonde · d4 vit kung · b2 vit bonde · f2 vit löpare | 3 |
| 2 | d7 svart kung · a4 svart bonde · d4 vit kung · b2 vit bonde · f2 vit löpare | d7 svart kung · a4 svart bonde · d4 vit kung · b2 vit bonde · f2 vit löpare | d7 svart kung · a4 svart bonde · d4 vit kung · b2 vit bonde · f2 vit löpare | d7 svart kung · a4 svart bonde · d4 vit kung · b2 vit bonde · f2 vit löpare | d7 svart kung · a4 svart bonde · d4 vit kung · b2 vit bonde · f2 vit löpare | d7 svart kung · a4 svart bonde · d4 vit kung · b2 vit bonde · f2 vit löpare | d7 svart kung · a4 svart bonde · d4 vit kung · b2 vit bonde · f2 vit löpare | d7 svart kung · a4 svart bonde · d4 vit kung · b2 vit bonde · f2 vit löpare | 2 |
| 1 | d7 svart kung · a4 svart bonde · d4 vit kung · b2 vit bonde · f2 vit löpare | d7 svart kung · a4 svart bonde · d4 vit kung · b2 vit bonde · f2 vit löpare | d7 svart kung · a4 svart bonde · d4 vit kung · b2 vit bonde · f2 vit löpare | d7 svart kung · a4 svart bonde · d4 vit kung · b2 vit bonde · f2 vit löpare | d7 svart kung · a4 svart bonde · d4 vit kung · b2 vit bonde · f2 vit löpare | d7 svart kung · a4 svart bonde · d4 vit kung · b2 vit bonde · f2 vit löpare | d7 svart kung · a4 svart bonde · d4 vit kung · b2 vit bonde · f2 vit löpare | d7 svart kung · a4 svart bonde · d4 vit kung · b2 vit bonde · f2 vit löpare | 1 |
|   | a                                                                           | b                                                                           | c                                                                           | d                                                                           | e                                                                           | f                                                                           | g                                                                           | h                                                                           |   |

Löpare och bonde vinner mot en ensam kung med några få undantag. För en kantbonde måste förvandlingsfältet vara av samma färg som de fält löparen går på. Det kan svart utnyttja i diagrammet där 1...a3! håller remi. Om vit spelar 2.b4 går svarts bonde i dam. Efter 2.bxa3 kan svarts kung gå till hörnet (a8). Vit kan inte driva ut den därifrån med en svartfältslöpare. Det brukar kallas att vit har "fel" bonde kvar.

## Löpare mot bönder
En ensam löpare håller oftast remi mot två bönder men det beror på hur långt framskjutna bönderna är, om de är förbundna och hur kungarna är placerade.
I det första diagrammet är löparen illa placerad och hinner inte stoppa bönderna. 1.c6 Le5 2.b6 vinner. 
Om löparen i stället hade stått på f6 hade den klarat det. 1.c6 Ld8 eller 1.b6 Ld8 (eller 1...Ld4) leder båda till remi.
I det andra diagrammet står vits kung långt borta men den hinner ändå ifatt g-bonden genom att tillfälligt fördröja den med löparen. 1.Le7 c2 2.Lg5+ Kd1 3.Kb7 c1D 4.Lxc1 Kxc1 5.Kc6 Kc2 6.Kd5 Kd3 7.Ke5 och kungen erövrar bonden.
Mot tre bönder kan löparen klara remi men det beror på ställningen.
Med bönder på båda sidor kan det vara vinst för endera sidan beroende på ställningen. Löparen vinner normalt mot en eller två merbönder om det inte finns långt framskjutna fribönder. 
Tre merbönder kompenserar ungefär löparen och resultatet beror på om de är fribönder och hur långt de har hunnit.
I det här partiexemplet där löparen har svårt att vinna mot en merbonde eftersom det är en garderad fribonde, men vit klarar det ändå genom dragtvångsmanövrar.
62.Lf1! Kg5
Svart måste hålla den vita kungen instängd, annars faller f-bonden snabbt.
63.Lg2!
Det bästa sättet att ge den vita kungen en väg ut är att gå till h1 med löparen. Alternativet var att gå med kungen till g1 och spela Lh3 men då hinner svarts kung ner till e3 och d2 och håller remi.
63...Kh5 64.Lh1 Kg5 65.Kg2
När nu vits kung börjar röra sig kan även svarts gå mot damflygeln. Den hinner erövra bonden på c4 men det räcker inte.
65...Kf5 66.Kf1 Ke5 67.Ke2 Kd4
Se det andra diagrammet.
68.Kd2!
Svarts kung får inte tillåtas gå till c3 (efter att den tagit c4-bonden) får då håller svart remi.
68...Kxc4 69.Lg2
Nu kan vit aktivera löparen igen.
69...Kd4 70.Lf1 d5
Svart försöker hindra den vita kungen från att avancera men nu gör vit en triangulering med löparen och sätter svart i dragtvång.
71.Lg2 Kc4 72.Lh3 d4
72...Kd4 73.Lf1! Ke5 74.Kd3 d4 osv. leder till samma resultat.
73.Lf1+ Kc5 74.Kd3 Kd5 75.Lh3 Kc5 76.Lg2 Kd5 77.Lf1 uppgivet.
Efter 77...Kc5 78.Ke4 eller 77...Ke5 78.Kc4 faller de svarta bönderna.

## Likfärgade löpare
Slutspel med likfärgade löpare är intressantare än de med olikfärgade. Att ha en "bra" löpare som inte går på samma färg som de egna bönderna är viktigt. Dragtvångsmanövrar är ofta nödvändiga för att vinna.

### Löpare och bonde mot löpare
Slutspel med löpare och bonde mot löpare är remi om den försvarande kungen kan ta sig till ett fält framför bonden som är av en annan färg än den löparna går på. För att kunna vinna slutspelet måste den anfallande kungen vara framför bonden och den försvarande löparen måste drivas undan från de två diagonaler som går framför bonden.
Om den försvarande kungen inte är närheten av bonden, som i det första diagrammet, är det lätt att driva bort löparen. Vit vinner med till exempel 1.Lg7 Kc2 2.Lf8 följt av e7. 
För att kunna hålla remi, måste den försvarande kungen hota bonden och ha opposition. De diagonaler som den försvarande löparen går på måste också ha minst tre fält. Det andra diagrammet är därför remi eftersom diagonalen h5-e8 har fyra fält.
Nästa diagram är däremot vinst för vit eftersom diagonalen a7-b8 bara har två fält. Ställningen är inte helt enkel att vinna. Till att börja med kan man konstatera att om vits löpare står på diagonalen a5-d8 så måste svarts kung stå på c6 för att förhindra Lc7.
Vits vinstplan är att föra över sin löpare till b8 via a7. Svart kan hindra detta genom att spela kungen till a6 så vit måste vinna ett tempo. 
Om svarts löpare stått på g3 (eller f4 eller e5) hade vit kunnat spela 1.Lh4! Lh2 2.Lf2 följt av 3.La7 och 4.Lb8. Första steget är därför att driva löparen till ett av dessa fält.
1.Lg5 Kb5 2.Le3 Ka6 3.Lc5!!
På 3.Ld4? kan svart spela 3...Ld6! 4.Lf6 Kb5 5.Ld8 Kc6 6.Le7 Lh2. Nu måste löparen flytta till ett av de önskade fälten.
3...Lg3 4.Le7 Kb5 5.Ld8 Kc6 6.Lh4!
Se det andra diagrammet. 
6...Lf4
6...Lxh4?? 7.b8D går ju inte.
7.Lf2 Kb5 8.La7 Ka6 9.Lb8 Le3 10.Lg3 La7 11.Lf2 Lxf2 12.b8D

### Löpare och bönder på båda sidor
I materiellt lika ställningar med löpare och bönder kan bra mot dålig löpare vara avgörande. En dålig löpare är instängd av sina egna bönder och måste försvara dem medan en bra löpare kan röra sig fritt.
I det här partiexemplet är vits löpare överlägsen svarts. Hans kung är också mer aktiv.
66.Le2 Le8 67.g4
Vit forcerar en fribonde på kungsflygeln som binder upp svarts kung.
67...hxg4 68.Lxg4+ Ke7 69.h5 Kf7 70.h6! Kg8
På 70...Kg6 kommer 71.Lh5+! och bonden går i dam om svart tar löparen.
Se det andra diagrammet.
71.Lf5 Kh8 72.Ke3 Kg8 73.Kd4 Kh8 74.Kc3 Kg8 75.Kb3 Kh8 76.Kc3 Kg8 77.Kd4 Kh8
Se det tredje diagrammet.
78.b5!
Vit skapar en fribonde även på damflygeln vilket avgör partiet.
78...cxb5 79.Kxd5 Lf7+ 80.Kd6 Lh5 81.c6 Lf3 82.c7 Lb7 83.Kc5 uppgivet.

## Olikfärgade löpare
Slutspel med olikfärgade löpare är kända för att vara remibetonade. Den sida som är materiellt underlägsen kan ofta rädda remi genom att byta ner till ett slutspel med bara olikfärgade löpare och bönder. 
Med en ensam bonde är spelet nästan alltid remi men även med flera merbönder (som i det första diagrammet) kan det vara möjligt att skapa en blockad på fält av en färg som gör att det inte går att vinna.
Det andra diagrammet är ett partiexempel på samma tema.
47...Kf5!
Svart offrar sin sista bonde för att sätta upp en fästning.
48.Kxf7 Lh5+ 49.Kg7 Ld1 50.Le7 remi.
Trots tre bönder kommer vit inte framåt. Om t ex 50.Kh6 Lg4 51.h5 så väntar svart bara med löparen på d1-h5-diagonalen och vit kan inte flytta kungen utan att tappa h-bonden.

### Löpare och två bönder mot löpare
Med löpare och två bönder mot löpare är chansen större att vinna ju längre det är mellan bönderna. Med två eller fler linjer finns det vinstchanser som framgår av detta exempel:
1.Kc5 Ld8 2.Lc4 Kf6 3.Le6 Ke7 4.Ld7 La5 5.Kb5 Lc7 6.Ka6 Ld8 7.Kb7 Kd6
Se det andra diagrammet.
8.Kc8 La5 9.f6 Lc3 10.c7 La5 11.f7 Ke7 12.Le8 Kf8 13.Kd7 och svart måste offra löparen på c-bonden varefter vit vinner.
Man små skillnader kan ändra bilden. Om en av bönderna är en kant- eller springarbonde (det vill säga om vi flyttar alla pjäser i diagrammet ett eller två steg till vänster eller höger, fortfarande med två linjer mellan bönderna) så är det remi.
Med tre linjer mellan bönderna så ökar vinstchanserna och med fyra linjer emellan så vinner vit genom att avancera med kungen mellan bönderna. Ett undantag är då en av bönderna är en kantbonde där förvandlingsfältet har en annan färg än den egna löparen. Då når försvaren lätt remi genom att offra löparen på den andra bonden.
Även med flera linjer mellan bönderna så finns det ställningar där den försvarande sidan kan uppnå en blockad genom att bevaka båda bönderna från samma diagonal eller då han har en aktiv kung och kan hindra motståndaren från att tränga fram.
Med bara en linje mellan bönderna är det normalt remi.
I det första diagrammet kan vit inte både driva undan svarts löpare och ha kontrollen över fälten d5 och f5. Till exempel 1.Kd6 Lg8 och om kungen senare går till f6 kan svart placera löparen på h7 (det finns andra sätt att hålla remi också).
Till skillnad från andra slutspel är inte förbundna fribönder någon fördel. I det andra diagrammet kan svart gå med löparen mellan c7 och b8 och om vit spelar d6+ så offrar svart löparen för båda bönderna och håller remi. Vit kan heller inte göra några andra framsteg. 
Om bönderna däremot når sjätte raden så vinner de. Löparen har då inte tillräckligt med utrymme att manövrera.

### Löpare och bönder på båda sidor
Med olikfärgade löpare och bönder på båda sidor kan framskjutna fribönder vara viktigare än antalet bönder. 
Som vi sett ovan, har den försvarande sidan ofta möjlighet att sätta upp en blockad genom att placera bönderna på fält med samma färg som löparen (det här alltså ett undantag där man vill ha en ”dålig” löpare). 
Den anfallande sidans mål är att förhindra att sådana blockader uppkommer, eller, om de trots allt gör det, bryta igenom dem med hjälp av bondeoffer. Det här partiet är ett vackert exempel på detta.
Svart har en merbonde men det verkar inte finnas något sätt att utnyttja det.
59...g5!! 60.fxg5
Efter 60.hxg5 h4 61.Ld6 Lf5 62.g6 Lxg6 63.f5 Lxf5 64.Kxb3 Kg2 måste vit offra löparen på h-bonden och svart vinner.
60...d4+!
Svart måste behålla b-bonden för att kunna vinna.
61.exd4
På 61.Lxd4 vinner svart efter 61...Kg3 62.g6 Kxh4 63.Kd2 Kh3! 64.Lf6 h4 65.Ke2 Kg2! (Botvinnik).
De olikfärgade löparna lever nu helt olika liv. Den svarta löparen stoppar från samma diagonal båda vits fribönder (på d- och g-linjerna) samtidigt som den garderar bonden på b3. Den har också koll på förvandlingsfältet h1. Vits löpare är inte alls lika nyttig utan kan bara användas till att hindra b-bonden.
61...Kg3!
Inte 61...Kg4? 62.d5! Lxd5 63.Lf2 med remi (Botvinnik).
62.La3 Kxh4 63.Kd3 Kxg5 64.Ke4 h4 65.Kf3
Se det andra diagrammet.
65...Ld5+ uppgivet.
Svarts kung och löpare lotsar ner h-bonden.